# 仙台市青年文化センター

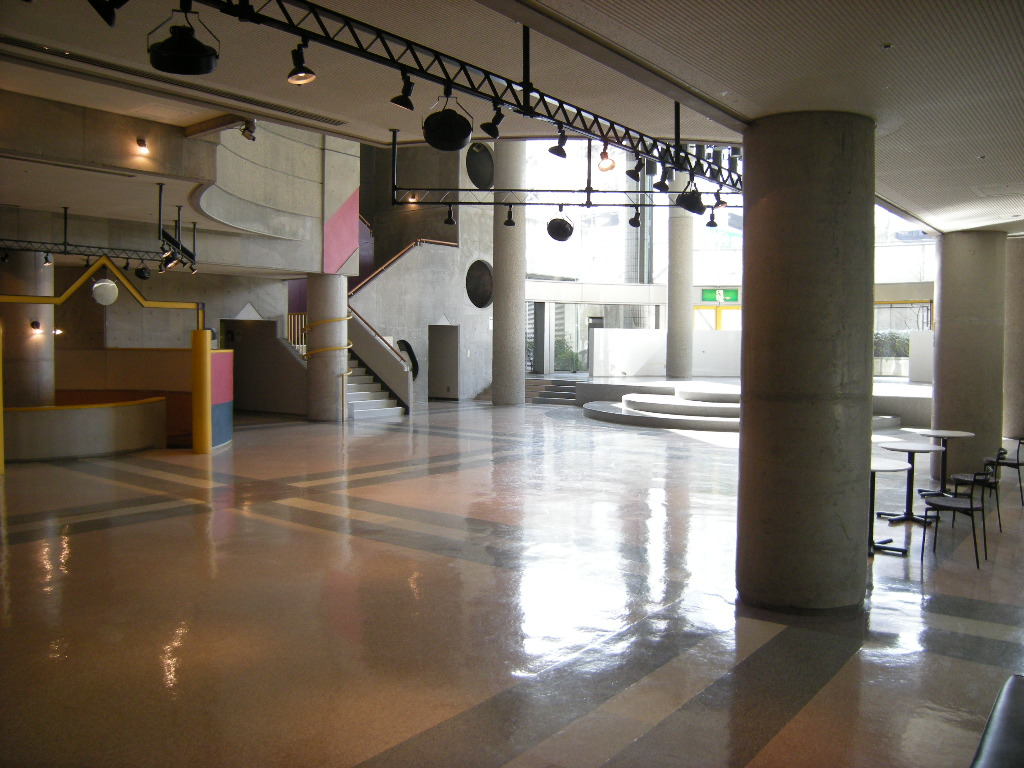
パフォーマンス広場

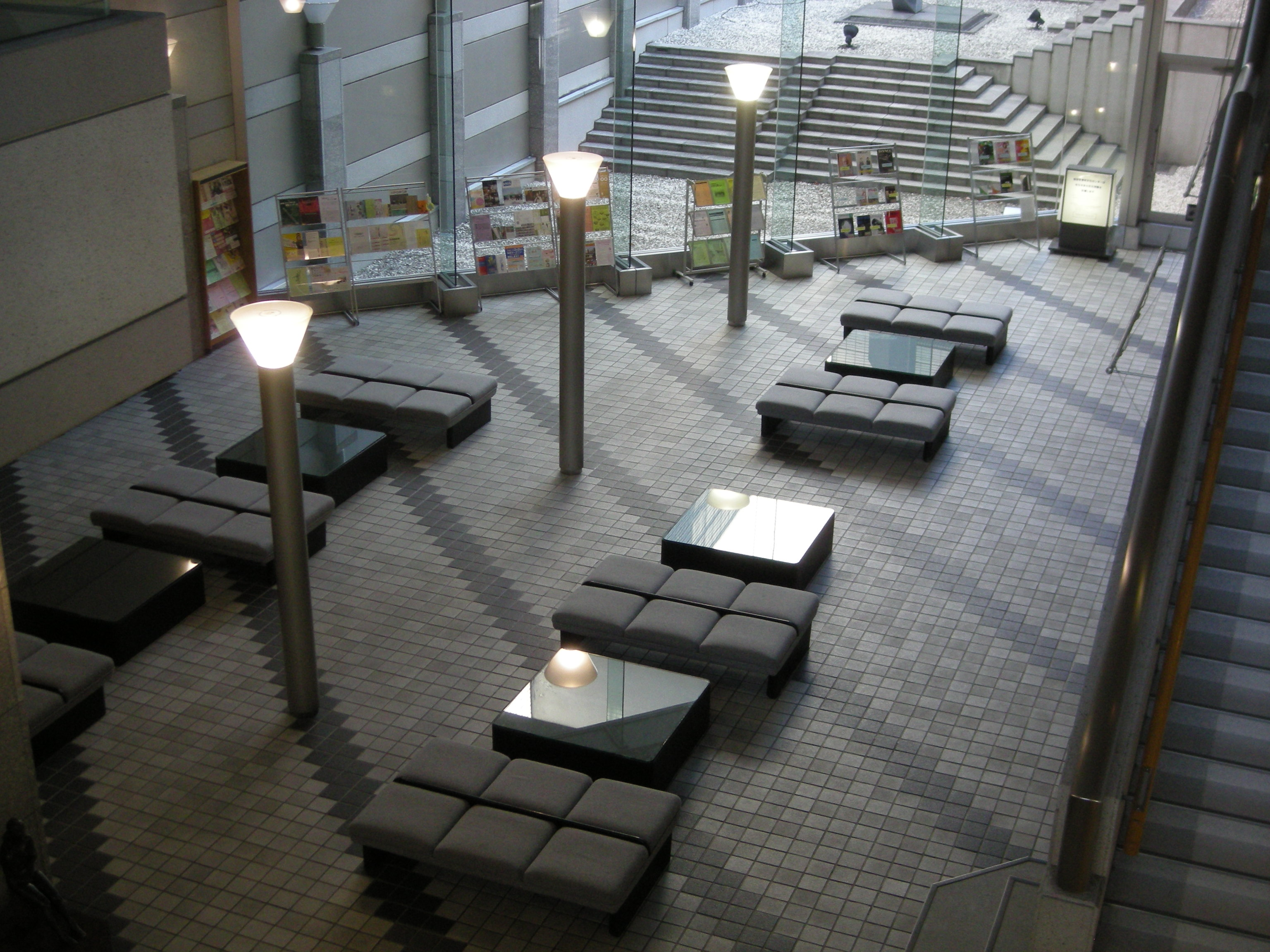
1階入口ロビー。音楽や演劇関係の雑誌、各種公演やイベントのパンフレット等が置かれている。

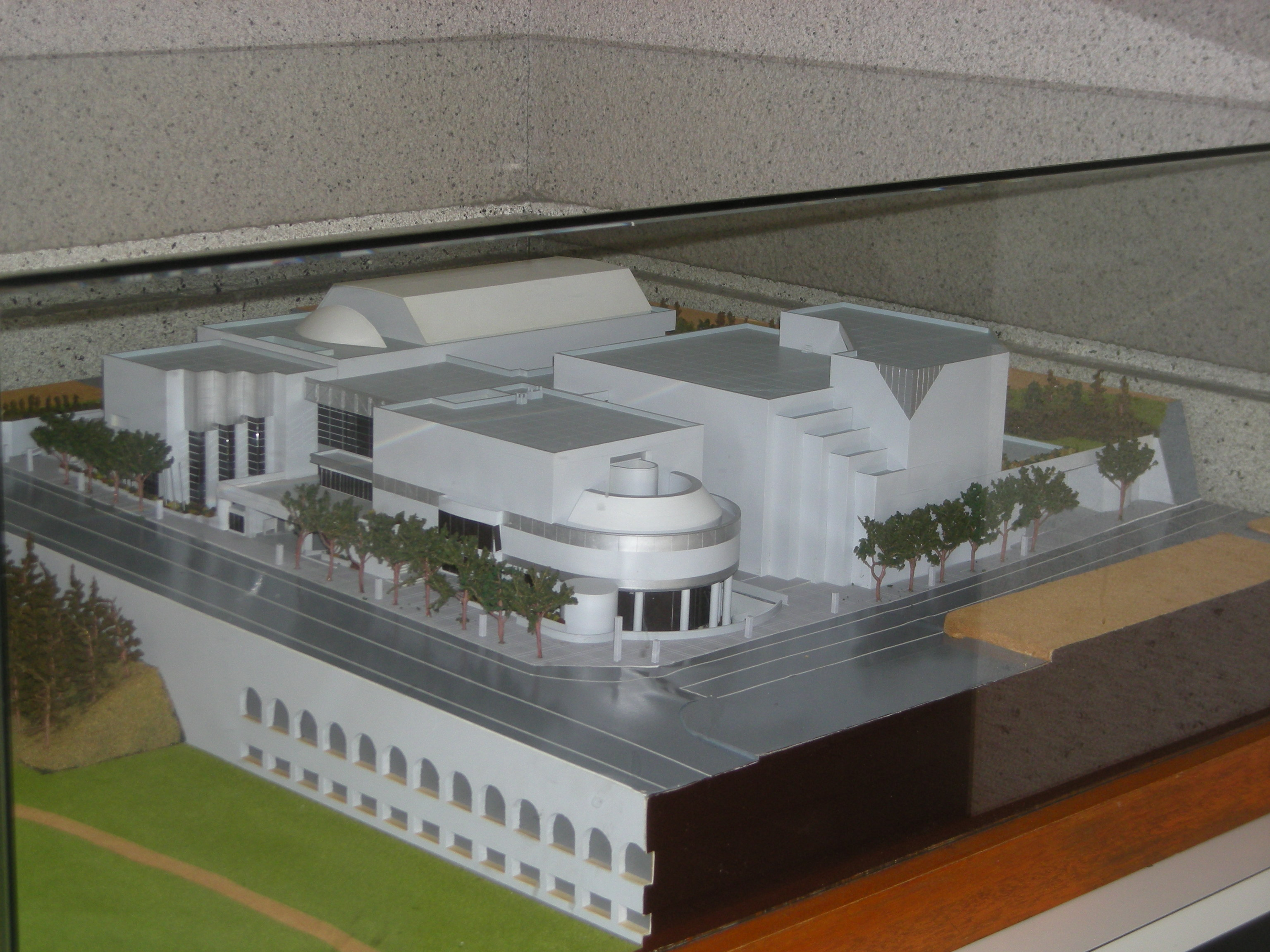
建物の全景が観察できる1/200模型。南西角から北東に向かって撮影。1階エントランス付近に展示

仙台市青年文化センター（せんだいしせいねんぶんかセンター）は、宮城県仙台市青葉区にある複合施設。鉄骨鉄筋コンクリート地下2階、地上4階、塔屋1階の建物である。台原森林公園および旭ヶ丘駅に隣接してある。仙台フィルハーモニー管弦楽団の本拠地ホールであり、楽都仙台を代表する施設の1つとなっている。
命名権売却により、2013年（平成25年）7月1日から「日立システムズホール仙台」が優先的に用いられる愛称に認定された。

## 施設

### 構成
- コンサートホール（オープン形式、クラシック音楽専用、804席）[1]
- シアターホール（プロセニアム形式、多目的、584席）[1]
- 交流ホール
- エッグホール
- ギャラリー
- 会議室1～3
- 研修室1～3
- 練習室1～4
- ビデオスタジオ
- 音楽スタジオ
- パフォーマンス広場

### パフォーマンス広場
パフォーマンス広場は、楽器・ダンス・演劇・その他のパフォーマンスの練習や楽しみのために自由に利用してよい空間である。
予約や許可を受ける必要がなく、利用料は無料で、センターが開館中の時間は自由に出入りできる。
こうした制限のゆるさから、多くの演奏者・パフォーマーに利用されており、混雑することもある。
極端な大音響でなければ楽器を鳴らすのは自由だが、音響を考えた設計にはなっておらず、残響が大きく長い。
床は、コンクリートの上に樹脂の床材を貼ったもので、弾力性はほとんどなく固い。
ラジカセ等の持ち込みは制限されていないが、電源は供給されておらず、電子楽器やアンプ類の利用も自重されている。

## 恒例のイベント
- 仙台フィルハーモニー管弦楽団定期演奏会
  - 4月・8月・12月を除く毎月2回。金曜19:00開演、土曜15:00開演。
- 仙台クラシックフェスティバル（10月の体育の日を含む3日間）
- 仙台国際音楽コンクール（3年毎）

## 利用者数・決算
仙台市に提出された指定管理者評価シートに記載されているデータは以下の通り。
|          |                | 2005年度    | 2006年度    | 2007年度    |
| -------- | -------------- | ----------- | ----------- | ----------- |
| 利用者数 | 利用者数       | 317,024人   | 350,594人   | 349,966人   |
| 市の支出 | 指定管理者費用 | 3億4206万円 | 3億4077万円 | 3億3712万円 |
| 市の支出 | その他         | 710万円     | 6217万円    | 1209万円    |
| 市の収入 | 使用料         | 1億1495万円 | 1億1525万円 | 1億2595万円 |
| 市の収入 | その他         | 576万円     | 599万円     | 522万円     |

## アクセス
- 仙台市地下鉄南北線・旭ヶ丘駅
- 仙台市営バスおよび宮城交通「地下鉄旭ヶ丘駅」バス停
  - 「地下鉄旭ヶ丘駅」バス停は、旭ヶ丘駅の直上に位置する「旭ヶ丘市民センター」の1階にある「旭ヶ丘バスターミナル」のバス停名。
- 仙台市青年文化センター地下駐車場
  - 最初の2時間は200円、以降30分毎に50円。
  - 青年文化センターの開館時間帯以外や閉館日は閉鎖される。
- 周辺民間駐車場
  - 1時間毎に100円が相場。
  - 24時間営業

## 周辺施設
- 台原森林公園
- 仙台市科学館
- 旭ヶ丘市民センターおよび旭ヶ丘バスターミナル
- 仙台文学館
- 仙台市立旭丘小学校